# Meganekko
 (avril 2011).
Si vous disposez d'ouvrages ou d'articles de référence ou si vous connaissez des sites web de qualité traitant du thème abordé ici, merci de compléter l'article en donnant les références utiles à sa vérifiabilité et en les liant à la section « Notes et références ».
Meganekko (メガネっ娘, littéralement « fille à lunettes ») est un terme utilisé dans les anime ou mangas japonais pour désigner un personnage féminin portant des lunettes spécifiquement lorsque l'on considère que c'est son trait le plus attirant.

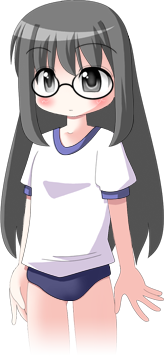
Meganekko.

Souvent le personnage est charismatique, autoritaire et respectueux de l'autorité. Ceci lui garantit habituellement le respect des bons étudiants ou le mépris des mauvais.
Il y a beaucoup de stéréotypes concernant ce terme par rapport aux représentants de classe dans les mangas pour adolescents.
Ce terme est rarement utilisé pour les personnages masculins. Une exception existe toutefois, le terme otamegane (オタメガネ, otaku à lunettes), aussi abrégé en otamega (オタメガ), est utilisé pour désigner les otaku qui portent des lunettes.
Ce terme peut aussi désigner l'artiste Meganeko, produisant une musique de type EDM.

## Exemples
- Miyuki Takara (高良 みゆき, Takara Miyuki?) dans Lucky☆Star
- Nodoka Manabe (真鍋 和, Manabe Nodoka?) dans K-ON!
- Tsubasa Hanekawa (羽川 翼, Hanekawa Tsubasa?) dans Bakemonogatari
- Perrine-H. Clostermann (ペリーヌ・クロステルマン, Perīnu Kurosuteruman?) dans Strike Witches
- Keima Katsuragi (桂木 桂馬, Katsuragi Keima?) dans Kami nomi zo Shiru Sekai (Otamegane)
- Saya Takagi (高城沙耶, Takagi Saya) dans Highschool of the Dead
- Mirai Kuriyama (栗山 未来, Kuriyama Mirai?) dans Beyond the Boundary